# Parafia Przemienienia Pańskiego w Piatigorsku
Parafia Przemienienia Pańskiego w Piatigorsku – rzymskokatolicka parafia znajdująca się w Piatigorsku, w diecezji św. Klemensa w Saratowie, w dekanacie północnokaukaskim, w Rosji. Opiekę duszpasterską nad parafią sprawują ojcowie oblaci Delegatury Misjonarzy Oblatów Maryi Niepokalanej na Ukrainie.

## Historia
Pierwszymi katolikami w Piatigorsku byli polscy jeńcy z armii Napoleona zesłani w 1812. Później tę liczbę powiększali kolejni zesłańcy oraz dobrowolni osadnicy. Wśród piatigorskich katolików przeważali Polacy, jednak tego wyznania byli także Szkoci, Niemcy i Włosi. W latach trzydziestych XIX w. wspólnota katolicka liczyła ponad 400 osób (40% mieszkańców miasta). Nie miała ona jednak kapłana, a opiekę nad piatigorskimi katolikami sprawował proboszcz z Mozdoku.
W 1837 cesarz Imperium Rosyjskiego Mikołaj I Romanow wydał zgodę na budowę w Piatigorsku kościoła katolickiego. Świątynia w stylu klasycystycznym powstała w latach 1840–1846 i została konsekrowana 6 sierpnia 1844. Wtedy też w Piatigorsku powstała parafia katolicka i w mieście na stałe zamieszkał katolicki kapłan.
W przededniu I wojny światowej parafia liczyła 1738 wiernych. W 1916 przy parafii otwarto trzyletnią polską szkołę z polskim jako językiem wykładowym (z wyjątkiem języka rosyjskiego i arytmetyki w III klasie wykładanych po rosyjsku). Parafia prowadziła instytucje charytatywne.
Kościół był czynny do 1937, gdy został splądrowany i zamknięty przez komunistów. W styczniu 1938 rozstrzelono proboszcza piatigorskiego ks. Johanna Rotha, organistę Antona Dobrowolskiego, przewodniczącego rady parafialnej Antoniego Satowskiego i wielu innych parafian. W świątyni od tej pory mieściły się sklep, potem pracownia artystów malarzy, a następnie magazyny.
W latach 1988–90 (lub 1989–91) dawny kościół został wyremontowany przez władze z okazji Dni Lermontowa (który mieszkał i zginął w Piatigorsku w początkowym okresie budowy świątyni). Renowacja przywróciła budynkowi pierwotny wygląd kościoła katolickiego. Nad wejściem odrestaurowano tablicę z tekstem w języku polskim: Chwalcie Boga wszystkie ludy. Prace były konsultowane z polskimi budowniczymi z Budimexu, którzy ówcześnie realizowali inwestycję w pobliskim Kisłowodsku. Po odbudowie budynek został przeznaczony jako sala koncertowa filharmonii.
W 1991 na prośbę lokalnych katolików skierowaną do gubernatora Kraju Stawropolskiego ks. Bohdan Seweryniak odprawił w kościele pierwszą od 1937 mszę świętą. W 1992 zarejestrowano parafię w Piatigorsku. W latach 1992–2002 kościół służył zarówno jako świątynia katolicka jak i sala koncertowa. W 2002 został on zwrócony katolikom. W 2012 parafia została powierzona oblatom.